# Gladys Piehl
Gladys Britt-Marie Piehl, född 1930 i Kullabygden, Skåne, är en svensk målare och tecknare.
Hon studerade för skånska bildkonstnär och vid Skånska målarskolan i Malmö. Hennes konst består huvudsakligen av landskapsmotiv utförda i en kraftig kolorit samt teckningar i blyerts eller krita. 